# Georg Krause (Chemiker)
Georg Krause (* 21. Juni 1849 in Köthen (Anhalt); † 8. März 1927 ebenda) war ein deutscher Chemiker, Begründer der Chemiker-Zeitung und Philanthrop.

## Leben
Georg Krause war der Sohn des Historikers Gottlieb Krause, der durch seine zahlreichen Veröffentlichungen zur anhaltischen Geschichte bekannt wurde.  Georg besuchte das Köthener Gymnasium, und studierte 1872–74 Pharmazie und Chemie in Berlin.  1874–75 absolvierte er ein Praktikum als Chemiker im Laboratorium des Kalibergwerks Staßfurt-Leopoldshall.  Im Juli 1875 promovierte er an der Universität Jena mit einer Dissertation Über das Vorkommen und die Verwendung des Staßfurtits. Den Rest des Jahres war er Assistent bei Wilhelm Hampe im chemischen Labor der Bergakademie Clausthal, wo er Ende 1875 krankheitshalber wieder ausschied.
1876 unterstützte er seinen Bruder in dessen Buchhandlung in Wunsiedel, wo er sich erste Kenntnisse im Buch- und Verlagswesen aneignete.  Gegen Ende des Jahres kehrte er in seine Heimatstadt Köthen zurück und gründete hier am 1. Januar 1877 sein Lebenswerk, anfänglich noch unter dem Titel „Allgemeine Chemiker-Zeitung“, ab 1878 weltbekannt als „Chemiker-Zeitung“.  Die Zeitschrift entwickelte sich binnen drei Jahrzehnten unter seiner Leitung zu einem der renommierten chemischen Fachblätter, in dem viele bedeutende Entdeckungen auf dem Gebiet der Chemie zuerst veröffentlicht wurden. 
Seine zentrale Position in der damaligen Chemie ermöglichte ihm die Erstellung einer einmaligen Sammlung historischer Fotografien und handschriftlicher Lebensläufe von mehr als 300 bedeutenden Chemikern der Jahre 1881 bis 1893, die heute im Deutschen Museum in München aufbewahrt wird.
1906 zog er sich ins Privatleben zurück und widmete nun sein bedeutendes Vermögen den Belangen seiner Heimatstadt.  Durch zahlreiche philanthropische Spenden und Stiftungen in und außerhalb der Stadt Köthen erwarb er sich den Respekt seiner Mitbürger.  Er unterstützte den städtischen Verschönerungsverein, mehrere Kirchen wie auch die Bürgerschule für Mädchen.  1907 stiftete er das Fürst-Ludwig-Denkmal und erbaute 1912 das Ausstellungsgebäude „Haus des Dürerbundes“, ein kleines Kulturzentrum für Kunstausstellungen, Vorträge und Dichterlesungen, das nach aufwändigen Sanierungen heute der Bevölkerung wieder zur Verfügung steht.
„Doktor Krause“, wie er allgemein genannt wurde, war eine kuriose, populäre Persönlichkeit seiner Heimatstadt.  Er starb am 8. März 1927 und wurde auf dem Alten Friedhof zu Köthen beigesetzt.  Das von ihm selbst entworfene pompöse Jugendstilgrabmal wurde nach 1945 eingeebnet.

## Ehrungen
- Herzog  Friedrich I. verlieh ihm 1900 den Anhaltischen Verdienstorden für Wissenschaft und Kunst, später gefolgt von den Ehrentiteln Professor und Hofrat
- Die Dr.-Krause-Straße in Köthen wurde bereits zu Lebzeiten nach ihm benannt, zu DDR-Zeiten in Leninstraße umbenannt und heißt heute wieder nach ihm.[1]